# San Miguel Santa Flor
San Miguel Santa Flor es una localidad del estado mexicano de Oaxaca. Es cabecera del municipio de San Miguel Santa Flor.

## Demografía
| Censo | Población |
| ----- | --------- |
| 1910  | 521       |
| 1921  | 648       |
| 1930  | 691       |
| 1940  | 751       |
| 1950  | 1086      |
| 1960  | 998       |
| 1970  | 881       |
| 1980  | 812       |
| 1990  | 820       |
| 1995  | 767       |
| 2000  | 620       |
| 2005  | 604       |
| 2010  | 516       |
| 2020  | 467       |